# シャヒード・サードゥーギー空港
シャヒード・サードゥーギー空港（波: فرودگاه شهید آيت‌اللّه صدوقی یزد）(IATA: AZD, ICAO: OIYY)とは、イランのヤズド州に位置する空港である。空港はヤズド市の中心部から10km離れた位置にあり、ヤズド市と周辺の全ての郡にサービスを提供している。シャヒード・サードゥーギー空港はイラン国内を通る重要な南北回廊の一部としても機能している。行政上はヤズド州ヤズド郡中央地区内の一村落として扱われており、2006年当時の人口は127人、33世帯となっている。
1970年に575ヘクタールの土地に空港が開港した。空港は「国際（international）」の名前を冠していないにもかかわらず、時折チャーター便が発着し、イラクやシリアなどの近隣諸国への定期便が就航している。年に一度のメッカへの巡礼（ハッジ）の時期になると、サウジアラビアのジッダとマディーナ（メディナ）に向かう巡礼客のための国際線が往来する。
運航が40-50%のキャパシティにもかかわらず、2012年には合計431,500人の乗客がシャヒード・サードゥーギー空港を利用し、イランで11番目に旅客数と便数が多い空港となった。

## 就航航空会社と就航都市
| 航空会社                 | 就航地                                                                                                   |
| ------------------------ | --- |
| イラン航空               | アフヴァーズ、テヘラン/メヘラーバード、バンダレ・アッバース、マシュハド 季節運航: バグダード、マディーナ |
| ATA航空                  | テヘラン/メヘラーバード、マシュハド                                                                      |
| イランエアツアーズ       | テヘラン/メヘラーバード、マシュハド                                                                      |
| イラン・アーセマーン航空 | テヘラン/メヘラーバード、バンダレ・アッバース、マシュハド                                                |
| カルン・エアラインズ     | アフヴァーズ、テヘラン/メヘラーバード、バンダレ・アッバース 季節運航: キーシュ島                         |
| キーシュ航空             | テヘラン/メヘラーバード、マシュハド 季節運航: キーシュ島                                                 |
| ターバーン航空           | マシュハド                                                                                               |
| ザグロス航空             | マシュハド                                                                                               |
| イラク航空               | 季節運航: バグダード                                                                                     |